# Nieliniowość
Nieliniowość – cecha układu polegająca na tym, że wartość wyjściowa nie jest wprost proporcjonalna do danych wejściowych.
W algebrze operator lub funkcja liniowa {\displaystyle f} z definicji ma spełniać następujące własności:
- addytywność: {\displaystyle f(x+y)\ =f(x)\ +f(y),}
- jednorodność: {\displaystyle f(\alpha x)\ =\alpha f(x).}

W przypadku niespełnienia powyższych założeń mamy do czynienia z nieliniowością. W przyrodzie większość oddziaływań opisuje się właśnie funkcjami nieliniowymi. Modelowanie rzeczywistości polega jednak na wykorzystaniu jak najprostszych narzędzi matematycznych i często zdarza się opisywać zjawiska nieliniowe funkcjami liniowymi, jak na przykład prawo Hooke’a, gdzie pewien obszar dla stosunkowo małych naprężeń zachowuje się prawie liniowo.

## Linearyzacja
Czasami, kiedy nieliniowość utrudnia rozwiązanie problemu, stosuje się linearyzację, czyli sprowadzenie modelu matematycznego do funkcji liniowych. Wykonuje się to na 2 sposoby: przez przybliżanie lub ucinanie członów nieliniowych.

### Przykłady linearyzacji
- Wahadło matematyczne opisujące ruch punktu materialnego zawieszonego na lince wyraża się równaniem różniczkowym:{\displaystyle {\frac {d^{2}\theta }{dt^{2}}}+\sin(\theta )=0,} ale gdy przyjmie się pewne przybliżenia, kiedy {\displaystyle \sin(\theta )\approx \theta } dla {\displaystyle \theta \approx 0,} to ostatecznie otrzyma się dobrze znane równanie oscylatora: {\displaystyle {\frac {d^{2}\theta }{dt^{2}}}+\theta =0.}
- Rozwijając w szereg Taylora: {\displaystyle \ln(1+x)=x-{\tfrac {x^{2}}{2}}+{\tfrac {x^{3}}{3}}-\dots ,} można zakończyć na członie liniowym i wtedy otrzyma się równanie: {\displaystyle \ln(1+x)=x.}

## Nieliniowość w miarach zależności
Podstawową miarą zależności jest współczynnik korelacji liniowych, który określa miarę liniowych zależności między zmiennymi. W zagadnieniach analitycznych, np. w ekonomii pomija się często zależności nieliniowe i traktuje się jako zaniedbywane.
W przyrodzie bardzo często spotyka się przejawy wzajemnej zależności. Istnieje również wiele innych sposobów na uzależnienie elementów od siebie, które tworzą strukturę-sieć. Przykładem może być łańcuch pokarmowy, który umieszcza organizm w pewnym otoczeniu innych organizmów, z którymi oddziałuje w ten sposób, że może je zjadać, bądź być zjadanym. Badacz tego typu zjawisk musi wykazać się wielką wiedzą i pomysłowością, aby precyzyjnie opisywać nielinowe zależności. Może się on posłużyć takimi miarami jak np. miara manhattan, będącą sumą odległości między zmiennymi w {\displaystyle n}-wymiarowej przestrzeni. Aby odtworzyć hierarchię można narysować drzewo minimalnego zasięgu bądź graf z zaznaczonymi ścieżkami między obiektami. Przykładem może być socjogram pokazujący zależności między ludźmi w grupie.
W analizie szeregów czasowych przydają się dodatkowo narzędzia bazujące na fraktalności. Kryzys ekonomiczny roku 2007 spowodował, że zaniedbywane wcześniej przez ekonomistów modele nieliniowe zaczęły cieszyć się popularnością (klasyczna ekonomia bazuje na liniowych zależnościach, za pomocą których nie da się przewidzieć ani opisać kryzysu na taką skalę, jaką był ten z 2007 r.).